# Greg Jagenburg
Gregory „Greg“ Jagenburg (* 1. Mai 1956) ist ein ehemaliger Schwimmer aus den Vereinigten Staaten. Er war als Spezialist im Schmetterlingsschwimmen zweifacher Weltmeister.

## Sportliche Karriere
Greg Jagenburg startete bei den Weltmeisterschaften 1975 in Cali in beiden Schmetterlingswettbewerben. Über 200 Meter Schmetterling schwamm er auf den vierten Platz mit einer halben Sekunde Rückstand auf den Drittplatzierten Briten Brian Brinkley. Über 100 Meter Schmetterling gewann er den Titel mit 0,4 Sekunden Vorsprung auf Roger Pyttel aus der DDR. Die amerikanische 4-mal-100-Meter-Lagenstaffel siegte in der Besetzung John Murphy, Rick Colella, Greg Jagenburg und Andy Coan mit fast drei Sekunden Vorsprung vor der Staffel aus der Bundesrepublik Deutschland. Bei den Panamerikanischen Spielen in Mexiko-Stadt, die drei Monate nach den Weltmeisterschaften ausgetragen wurden, gewann Jagenburg den Titel über 200 Meter Schmetterling. Über 100 Meter Schmetterling schwamm er auf den zweiten Platz hinter seinem Landsmann Mike Curington, der dann auch den Titel mit der Lagenstaffel erkämpfte.
1976 konnte sich Jagenburg nicht für die Olympischen Spiele qualifizieren. Bei den Schwimmweltmeisterschaften 1978 in West-Berlin war Jagenburg wieder dabei und erhielt die Silbermedaille über 100 Meter Schmetterling hinter seinem Landsmann Joe Bottom, wobei Jagenburg fast eine Sekunde Rückstand hatte. Jagenburg schwamm auch im Vorlauf der Lagenstaffel, im Finale siegte die Staffel mit Joe Bottom.
Greg Jagenburg war Mitgründer und späterer Präsident der Investmentfirma Bridge Capital Solutions.